# Peștera Izvorul Albastru al Izei
Peștera  Izvorul Albastru al Izei (lungime 2500 m) este situată pe versantul nordic al vf. Bătrâna, la 1310 m  alt.